# حادثه شی‌آن
حادثه شی‌آن در چینی سنتی: 西安事變، در چینی ساده‌شده: 西安事变 و در پین‌یین: Xī'ān Shìbìan یک بحران سیاسی بود که در ۱۹۳۶ در شی‌آن جمهوری چین روی داد. در جریان این رویداد چیانگ کای‌شک رهبر جمهوری چین توسط جنکسالاران زیردست خود، یانگ هوچنگ و چانگ شوئلیانگ بازداشت شد.